# Spragueville (Iowa)
Spragueville est une ville du  comté de Jackson, en Iowa, aux États-Unis. Elle est fondée en 1841 et incorporée le 18 mai 1912.

## Source de la traduction
- (en) Cet article est partiellement ou en totalité issu de l’article de Wikipédia en anglais intitulé « Spragueville, Iowa » (voir la liste des auteurs).